# Władysław Donigiewicz
Władysław Bogdan Donigiewicz (ur. 21 stycznia 1903 w Tłumaczu, zm. 26 listopada 1967 w Melton Mowbray) – polski pedagog, działacz społeczny i emigracyjny.

## Życiorys
Urodził się 21 stycznia 1903 w Tłumaczu jako syn Grzegorza. Był pochodzenia ormiańskiego. 
W Wojsku Polskim RP został awansowany na stopień podporucznika rezerwy piechoty ze starszeństwem z dniem 1 września 1929. W 1934 był oficerem rezerwowym 48 Pułku Piechoty Strzelców Kresowych w Stanisławowie i pozostawał wówczas w ewidencji Powiatowej Komendy Uzupełnień Czortków. Został pedagogiem, udzielał się w pracy społecznej przed 1939. Był nauczycielem szkoły powszechnej w Czortkowie.
Po II wojnie światowej pozostał na emigracji w Wielkiej Brytanii. Był prezesem Zjednoczenia Polskiego w Wielkiej Brytanii, Polskiej Macierzy Szkolnej. Pełnił funkcję kierownika Oświaty Pozaszkolnej. Pełnił mandat członka III Rady Narodowej Rzeczypospolitej Polskiej. Zmarł nagle 26 listopada 1967 w Melton Mowbray i tam został pochowany.

## Ordery i odznaczenia
- Krzyż Oficerski Orderu Odrodzenia Polski
- Krzyż Walecznych
- Srebrny Krzyż Zasługi (10 listopada 1933)[8]